# Яновичи
Я́новичи (бел. Я́навічы) — городской посёлок в Витебском районе Витебской области Республики Беларусь. Административный центр Яновичского сельсовета.
Численность населения — 632 человек (на 1 января 2025 года).

## География
В 26 км к северу от железнодорожной станции Лиозно и в 38 км к северо-востоку от Витебска. Автомобильной дорогой связан с городом Лиозно и автомобильной дорогой Витебск — Велиж.

### Гидрография
Расположен на реке Вымнянка.

## Геральдика
Герб учреждён Указом Президента Республики Беларусь от 20 января 2006 года № 36 и зарегистрирован в Государственном геральдическом регистре Республики Беларусь 6 февраля 2006 года № Б-78. Утверждён решением Яновичского поселкового исполнительного комитета от 4 декабря 2002 года № 90.

## История
В летописях впервые упоминается с XVI века.
В начале XIX века поселение принадлежало Дворецким-Богдановичам, которые в 1800 году построили усадебно-парковый комплекс (разрушенный в 1917 году). Впечатления от Яновичей времён Отечественной войны 1812 года записала в своих «Записках» Надежда Дурова:
«Яновичи. Кажется, здешняя грязь превосходит все грязи, сколько их есть на свете. Не далее как через площадь к товарищу не иначе можно пробраться, как верхом; можно, правда, и пешком, но для этого надобно лепиться около жидовских домов, по завалинам, как можно плотнее к стенам, окнам и дверям, из которых обдает путешествующего различного рода паром и запахами, например, водки, пива, гусиного сала, козлиного молока, бараньего мяса и так далее… Можно быть уверену в насморке по окончании этого отвратительного обхода.»
«Природа дала мне странное и беспокойное качество: я люблю, привыкаю, привязываюсь всем сердцем к квартирам, где живу; к лошади, на которой езжу; к собаке, которую возьму к себе из сожаления; даже к утке, курице, которых куплю для стола, мне тотчас сделается жаль употребить их на то, для чего куплены, они живут у меня, пока случайно куда-нибудь денутся. Зная за собою эту смешную слабость, я думала, что буду сожалеть и об грязных Яновичах, если придется с ними расставаться; однако же, слава богу, нет! Мы идем в поход, и я чрезвычайно рада, что оставляю это вечное, непросыхаемое болото. Вот одно место на всем Шаре Земном, куда бы я никогда уже не захотела возвратиться.»

В 1885 в Яновичах построена Троицкая церковь, храм был кирпичный, двухкупольный с колокольней, украшенной фресками и плиточным полом. В начале XX века в Яновичах было 2 тыс. жителей. В 1937 году Троицкая церковь была закрыта, с ноября 1941 вновь открыта, но в октябре 1943 церковь и деревня сожена немцами.
27 сентября 1938 года Яновичи получили статус посёлка городского типа.
В 1939 году в Яновичах проживало 2037 человек, в том числе 990 белорусов, 709 евреев, 277 русских.

### Во время Великой Отечественной войны
За время оккупации во время Великой Отечественной войны в Яновичах погибло 1 800 мирных жителей. Евреи посёлка были согнаны нацистами в гетто и почти все убиты до 10 сентября 1941 года.

### После войны
10 сентября 1957 года в Яновичи был перенесён центр Суражского района.
20 января 1960 года Яновичи переданы в состав Витебского района из упразднённого Суражского района. С 25 декабря 1962 года в составе Лиозненского района, в настоящее время в Витебском районе.
В 1997 в Яновичах был возрождён православный приход, властями верующим были переданы развалины бывшего здания комбината бытового обслуживания, которые перестроились под церковь.
В 2006 Яновичам был дан герб «в голубом поле испанского щит две серебряные перевези, положенные Андреевским крестом, в верхней части поля — золотые весы».

## Население
Численность населения — 632 человек (на 1 января 2025 года). Численность населения — 646 человек (на 1 января 2024 года).
На 1 января 2023 года численность населения составляет 676 человек.

### Динамика
- 2023 год — 676 человек[15]
- 2024 год — 646 человек[14]
- 2025 год — 632 человек[2]

## Экономика
Яновичский филиал ОАО «Молоко» (прежний Витебский молочный завод). Агрогородок «Яновичи» принят в эксплуатацию в декабре 2007. В Яновичах создано производство ПВГУП «Центр Полимер» по повторной переработке пластмассы и изделии полимерных гранул (2010; 100 рабочих мест).

## Улицы
Витебская, Унишевского, Гарфункина, Пукшанская, Вальковская, Озерская, Лиозненская, Колышанская, Молодёжная, Юбилейная, Суражская, 1-, 2-, 3- Слободская, Казимировская, Заводская.

## Культура
- Дом культуры
- Эколого-краеведческий исследовательский центр «Яновичане» ГУО «Яновичская средняя школа Витебского района»[16]

## Достопримечательность
- Усадебно-парковый комплекс Дворецких-Богдановичей (начало XIX в.)
- Свято-Троицкая церковь (1885)
- Свято-Троицкая церковь (1990-е)
- Парк народного единства

### Памятник, скульптура
- Памятник В. И. Ленину
- Памятник на месте гетто

## Известные уроженцы
- Михаил Маркович Бородин — российский революционер, агент Коминтерна, советский государственный и общественный деятель.